# Clinotanypus verbekei
Clinotanypus verbekei är en tvåvingeart som beskrevs av Freeman 1956. Clinotanypus verbekei ingår i släktet Clinotanypus och familjen fjädermyggor.
Artens utbredningsområde är Kongo. Inga underarter finns listade i Catalogue of Life.